# Dmitri Pawlowitsch Kogan

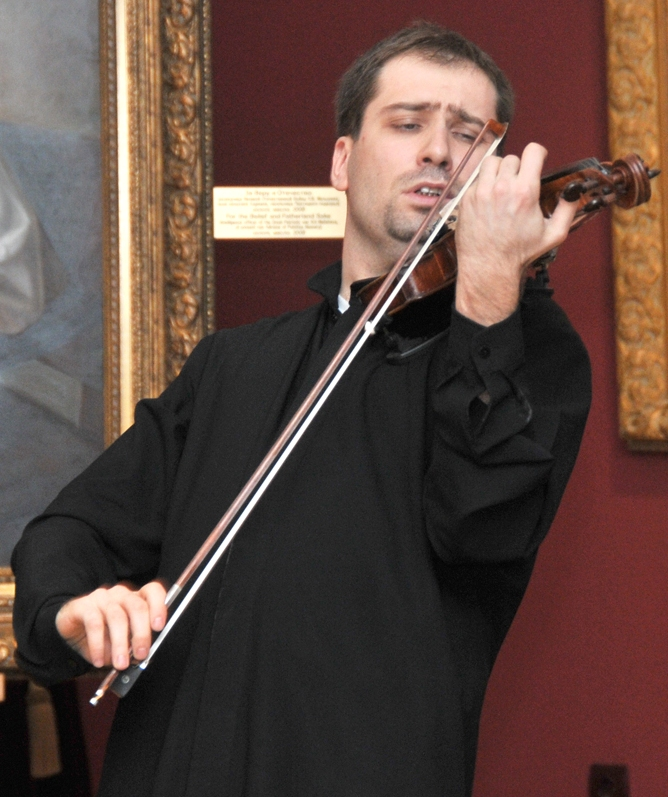
Dmitri Pawlowitsch Kogan (2009)

Dmitri Pawlowitsch Kogan (russisch Дмитрий Павлович Коган; * 27. Oktober 1978 in Moskau; † 29. August 2017 ebenda) war ein russischer Geiger und Verdienter Künstler der Russischen Föderation.

## Leben

### Herkunft und Werdegang
Kogan wurde in eine musikalische Familie geboren. Sein Großvater Leonid Kogan war Geiger, seine Großmutter Jelisaweta Gilels eine Geigerin und Pädagogin, sein Vater Pawel Kogan ist Dirigent und seine Mutter Ljubow Kasinskaja ist Pianistin, die Absolventin des Gnessin-Instituts Moskau.
Im Alter von sechs Jahren begann Dmitri Geige zu spielen. Als er zehn Jahre alt war, spielte er zum ersten Mal mit einem sinfonischen Orchester. Als 15-Jähriger nahm er an einem Konzert im Moskauer Konservatorium teil. In den Jahren von 1996 bis 1999 war er Student des Staatlichen Moskauer P.-I.-Tschaikowski-Konservatoriums und gleichzeitig Student der Sibelius-Akademie in Helsinki, Finnland.

### Tätigkeit als Geiger
1997 spielte Kogan zum ersten Mal in Großbritannien und den USA. Danach hatte er Auftritte in Europa, Asien, Amerika, Australien, im Nahen Osten, in der Gemeinschaft Unabhängiger Staaten (GUS) und den Baltischen Staaten. Ebenso nahm er an Festivals in Österreich, Frankreich, Schweiz und Schottland teil.
Der Zyklus von 24 Capricci für Violine solo von Paganini, die früher fast niemand spielen konnte, spielte eine besondere Rolle im Repertoire des Geigers. Nur einige Geiger in der Welt können diesen ganzen Zyklus spielen. Kogan spielte auch fast alle großen Konzerte für Geige mit Orchester.
Am 19. April 2009 war Kogan der erste Geiger, der ein Konzert am Nordpol gab.
Am 15. Januar 2011 wurde ihm der Titel eines Verdienten Künstlers der Russischen Föderation verliehen.
Im April 2011 gründete Kogan, zusammen mit dem Mäzen Waleri Saweljew, den Fonds für die Unterstützung des kulturellen Projektes Kogan. Im Rahmen des ersten Projektes des Fonds fand ein Konzert im Haus der Gewerkschaften in Moskau am 26. Mai 2011 statt. Die 1728 von Bartolomeo Guarneri gebaute Geige „Robrecht“ wurde durch den Fonds erworben und Dmitri Kogan geschenkt.
Im Januar 2013 wurde das Projekt „Die fünf Geigen in einem Konzert“ von Dmitri Kogan im Rahmen des Weltwirtschaftsforums in Davos im Beisein des Ministerpräsidenten Russlands, Dmitri Medwedew, vorgestellt.
Ende 2014 präsentierte Kogan ein Projekt über den Zyklus Die vier Jahreszeiten von Vivaldi und A. Piazzolla mit modernen Multimedia-Videoprojektionen.

### Gesellschaftliche Aktivität und Wohltätigkeit
Dmitri Kogan widmete sich der Wohltätigkeit und Unterstützung verschiedener Aktionen für Kinder und Jugendliche. Im Dezember 2002 fand das von ihm organisierte erste Internationale Festival Leonid Kogan statt. Dmitri Kogan war der Autor des Festivals Die Tage der Hochmusik, das in Wladiwostok und 2005 in Sachalin stattfand.
Von 2004 bis 2005 war Dmitri Kogan Generaldirektor und Intendant der Staatlichen Philharmonie in Primorje.
Seit September 2005 war Dmitri Kogan der Vorsitzende des Kuratoriums der Staatlichen Philharmonie in Sachalin. Im Dezember 2007 gründete und leitete er in Jekaterinburg das Kogan Festival. Im August 2010 wurde er als Ehrenprofessor des Athener Konservatoriums ausgewählt. Von 2011 bis 2013 war er Intendant der Staatlichen Philharmonie in Samara. Im Oktober 2010 wurde Dmitri Kogan Vorsitzender des Kuratoriums des Ural-Musikcolleges.
Von 2011 bis 2014 war Dmitri Kogan Kulturberater des Bürgermeisters der Oblast Tscheljabinsk.
Im April 2012 leitete Kogan zusammen mit dem Metropoliten von Wolokolamsk Ilarion das Kuratorium des Staatlichen Konservatoriums M. P. Mussorgski im Ural.
Seit März 2012 war Dmitri Kogan die Vertrauensperson des Präsidenten Wladimir Putin.
Im April 2013 leitete er das von Nikolai Arnoldowitsch Petrow gegründete Internationale Festival Musikalischer Kreml.
Seit Juni 2013 war er Kulturberater des Bürgermeisters der Oblast Wladimir.
Im April 2013 fand ein Wohltätigkeitskonzert von Dmitri Kogan im Haus der Gewerkschaften in Moskau statt. Der Mitschnitt mit dem Titel Die Zeit der Hochmusik wurde kostenlos an Musikschulen, Kunstschulen und Musikakademien in allen 83 Subjekten Russlands übergeben.
Im Februar 2014 wurde Dmitri Kogan zum Intendanten des Moskauer Orchesters Moskauische Camerata ernannt.
Im September 2014 wurde unter der Leitung Kogans das Erste Arktische Festival der klassischen Musik im Autonomen Kreis der Nenzen aufgeführt. Zu diesem Zeitpunkt wurde er auch zum Kulturberater des Bürgermeisters des Autonomen Kreises der Nenzen ernannt.

### Krankheit und Tod
Dmitri Kogan starb an den Folgen einer Krebserkrankung im Alter von 38 Jahren.

## Projekte und Festivals
Instrumente für Kinder
Im Rahmen des allrussischen Wohltätigkeitskonzerts Die Zeit der Hochmusik spielte der Geiger zusammen mit symphonischen Orchestern aus verschiedenen Regionen Russlands und Studenten der Musikschulen.
Das Internationale Festival Die Tage der Hochmusik
Das Festival wurde 2004 von Kogan in Wladiwostok gegründet.
Festival der Geistesmusik
Das Wolga-Geistesmusik-Festival wurde in Samara im Jahr 2012 durch Dmitri Kogan und den Metropoliten von Wolokolamsk Ilarion gegründet. Das Festival macht für das Publikum die besten Chorstücke bekannt.
Orchester Volga Philharmonic
2011 wurde das Kammerorchester der Staatlichen Philharmonie in Samara von Kogan gegründet.
Internationales Musikfestival Kogan-Festival
Das Festival wurde von Kogan zusammen mit der Regierung der Oblast Jaroslawl und dem Fonds von W. Tereschkowa organisiert.

## Diskographie
- 2002: Brahms, Drei Sonate für Geige mit Piano
- 2005: Schostakowitsch, Zwei Konzerte für Geige mit Orchester
- 2006: Die Stücke für zwei Geigen
- 2007: Geigensonate von Brahms und Frank. Stücke für Geige und Piano
- 2008: Virtuose Stücke für Geige und Piano
- 2009: CD gewidmet dem 65. Jahrestag des Sieges im Großen Vaterländischen Krieg
- 2010: Stücke für Geige mit Kammerorchester
- 2013: Die fünf großen Geigen (russische Ausgabe)
- 2013: Die fünf großen Geigen (ausländische Ausgabe)
- 2013: Die Zeit der Hochmusik